# Memnoniella indica
Memnoniella indica är en svampart som beskrevs av Kesh. Prasad, Asha & Bhat 2003. Memnoniella indica ingår i släktet Memnoniella, ordningen köttkärnsvampar, klassen Sordariomycetes, divisionen sporsäcksvampar och riket svampar.   Inga underarter finns listade i Catalogue of Life.